# ポコムチ語
ポコムチ語（ポコムチご、Poqomchiʼ）はグアテマラのアルタ・ベラパス県南部、および隣接するバハ・ベラパス県とキチェ県の一部で話される言語。マヤ語族の大キチェ語群に属する。ポコマム語と特に近い関係にあり、この2言語をポコム語群と称する。
エスノローグ第15版（2005年）の分類では、西部と東部の2つの言語を分けていたが、2009年に1つの言語とされた。UNESCOの危機に瀕する言語の分類では「脆弱」(vulnerable)とされる。

## 概要
リチャーズによると、ポコムチ語はアルタ・ベラパス県の5つのムニシピオ（サンタ・クルス (Santa Cruz Verapaz) 、サン・クリストバル (San Cristóbal Verapaz) 、タクティク (Tactic, Guatemala) 、タマウ (Tamahú) 、トゥクル (Tucurú) ）、バハ・ベラパス県プルラ (Purulhá) 、キチェ県ウスパンタン (Uspantán) 北東部で話されるとされる。北と東にケクチ語、南にアチ語の地域が接し、しばしば第二言語としてケクチ語を話す。かつてポコムチ語が話されていた町のうち、トゥクルやセナウ (Senahú) ではケクチ語が取ってかわった。

## 音声
サン・クリストバルなど一部の方言で唇音にp pʼ bʼの3項対立がある。qʼはサン・クリストバル方言では放出音、タクティク方言では入破音として現れる。一部の方言ではtzがsに変化している。
|        | 両唇音    | 歯茎音 | 後部歯茎音 | 硬口蓋音 | 軟口蓋音 | 口蓋垂音 | 声門音 |
| ------ | --------- | ------ | ---------- | -------- | -------- | -------- | ------ |
| 破裂音 | p (pʼ) bʼ | t tʼ   |            |          | k kʼ     | q qʼ     | ʼ      |
| 破擦音 |           | tz tzʼ | ch chʼ     |          |          |          |        |
| 摩擦音 |           | s      | x          |          |          | j        | h      |
| 鼻音   | m         | n      |            |          |          |          |        |
| 流音   |           | l r    |            |          |          |          |        |
| 半母音 | w         |        |            | y        |          |          |        |

母音は短母音a e i o uと長母音aa ee ii oo uuがある。サンタ・クルス方言ではee ooが二重母音化している。

## 文法
大キチェ語群のなかでポコムチ語とポコマム語は例外的に分裂能格が発達している。ポコムチ語はほかのマヤ語族の言語と同様に人称接辞にA型（能格）とB型（絶対格）の区別があり、他動詞の主語(A)はA型、他動詞の目的語(O)と自動詞の主語(S)はB型によって標示されるが、ポテンシャル・継続相において自動詞の主語がA型の人称接辞で標示される。
ポコムチ語はまたモパン語、チョル語、チョンタル語と同様に自動詞の種類に区別があり、状態を表す(非行為者的、non-agentive)自動詞の主語はB型人称接辞で標示されるが、活動を表す(行為者的、agentive)自動詞の主語は直接B型人称接辞で表すことができず、自動詞を名詞化して英語のdoのような軽い他動詞bʼanの目的語とし、bʼanにA型の人称接辞を加える。ただしチョンタル語などと異なってA型人称接辞は名詞化された自動詞の方にも（所有構文として）加えられる。
- x-∅-kim-ik i kixlaan 「ニワトリが死んだ。」（状態自動詞の例。x- 完全相、∅- 三人称単数（B型）、kim「死ぬ」、-ik 自動詞の接尾辞、i 限定詞、kixlaan「ニワトリ」）
- x-∅-in-bʼan n-seʼ-eel 「私は笑った。」（活動自動詞の例。in- 一人称単数（A型）、bʼan「する」、n- 一人称単数（A型）、seʼ「笑う」、-eel 名詞化接尾辞）

基本的な語順はVOS型である。